# Mostek
Mostek — производитель полупроводниковых интегральных микросхем, основанный в 1969 году бывшими работниками компании Texas Instruments. Изначально продукция производилась в Вустере (Массачусетс, США), а начиная с 1974 года большая часть производства расположилась на фабрике в Кэрролтоне (Техас, США) на Кросби-роуд. В свои лучшие годы, в конце 1970-х, Mostek удерживал до 85 % мирового рынка микросхем памяти DRAM, пока его не затмили японские производители микросхем, которые обрушили рынок, предложив эквивалентные микросхемы по более низким ценам.
В 1979 году, вскоре после достижения пика своего развития, Mostek был куплен корпорацией United Technologies (UTC) за 345 млн долларов. В 1985 году, после нескольких лет убытков и уменьшения рыночной доли, UTC продала Mostek за 71 млн долларов французскому производителю электроники Thomson SA, позднее ставшему частью STMicroelectronics. Портфель интеллектуальной собственности компании Mostek, в который входили права на семейство микропроцессоров Intel x86 и многие основополагающие патенты на технологии производства памяти DRAM, неожиданно принесли огромные лицензионные отчисления в кошелёк STMicroelectronics в 1990-х годах.

## Первые годы
Первым Mostek получил заказ на 400 долларов от компании Burroughs на разработку схемотехники. 
Первой схемой, произведенной на из новой МОП-полупроводниковой фабрике в Вустере, была MK1001, простая сдвиговая микросхема.